# ウォーレン・バーンハート
ウォーレン・バーンハート（Warren Bernhardt、1938年11月13日 - 2022年8月19日）は、アメリカのジャズ、ポップス、クラシック音楽のピアニスト。

## 略歴

### 生い立ち
ドイツ人移民の家庭に生まれる。バーンハートはウィスコンシン州ウォーソーで生まれた。父がピアニストということもあり、幼児期よりピアノに触れるようになり、友人からキーボードの基本を学んだ。5歳の頃に両親がニューヨークへ転居し、その地においてさまざまなインストラクターの下で真剣に勉強し始めた。1952年に父親が亡くなった後、しばらくの間は音楽から離れ、シカゴ大学で化学と物理学を学んだ。そこでブルースとジャズにさらされたことが、彼のその後のキャリアに影響を与えた。

### キャリア
1961年から1964年まで、ポール・ウィンターのセクステットで働くこととなり、それがニューヨークへ戻るきっかけとなった。ニューヨーク入りすると、ジョージ・ベンソン、ジェリー・マリガン、ジェレミー・スタイグらと共演した。また、バーンハートの指導者を務めたピアニストのビル・エヴァンスとも緊密な関係を築いた。バーンハートは1970年代にいくつかのソロLPをリリースし、最終的にはソロ・プロジェクトに取り組み続けながら、フュージョン・グループのステップス・アヘッドのメンバーとなった。1971年には、ドン・マクリーンの曲「Crossroads」にピアノの伴奏を提供した。
バーンハートは、ここ数十年にわたってジャズとクラシックのレコーディングをリリースしており、「Homespun Tapes」の教育セッションでもオーディオ形式とビデオ形式の両方で取り上げられている。
バーンハートは1993年から1994年までアメリカでスティーリー・ダンと一緒に音楽監督としてツアーを行い、その様子はスティーリー・ダンのアルバム『アライヴ・イン・アメリカ』で聴くことができる。彼はサイモン&ガーファンクルの「オールド・フレンズ・ツアー」や、アート・ガーファンクルのソロ・ツアーで演奏しており、『アクロス・アメリカ〜ベリー・ベスト・オブ・アート・ガーファンクル』のDVD版とHDTVのプレゼンテーションでその姿を観ることができる。
2009年、バーンハートは、マイク・マイニエリ、デヴィッド・スピノザ、トニー・レヴィン、スティーヴ・ガッドをフィーチャーした自身のバンド、リマージュ (L'Image)を、1973年の結成から久しぶりに再結成した。このグループはニューヨークのイリジウム・ジャズ・クラブで演奏し、日本をツアーし、アルバム『リマージュ』をリリースした。

## ディスコグラフィ

### リーダー・アルバム
- Solo Piano (1977年、Novus)
- 『ブルー・モントルー』 - Blue Montreux (1978年、Arista) ※日本盤はアリスタ・オール・スターズ名義。with マイク・マイニエリ、マイケル・ブレッカー、ランディ・ブレッカー、ラリー・コリエル
- 『ブルー・モントルーII』 - Blue Montreux 2 (1978年、Arista) ※日本盤はアリスタ・オール・スターズ名義
- 『フローティング』 - Floating (1979年、Arista/Novus)
- 『フリー・スマイルズ:ライヴ・アット・モントルー1978』 - Free Smiles (Live At Montreux 1978) (1979年、Arista) ※with マイク・マイニエリ
- 『マンハッタン・アップデイト』 - Manhattan Update (1980年)
- 『トリオ'83』 - Warren Bernhardt Trio (1983年、DMP)
- 『ハンズ・オン』 - Hands On (1987年、DMP)
- 『エイント・ライフ・グランド』 - Ain't Life Grand (1990年、DMP)
- 『ヒート・オブ・ザ・モーメント』 - Heat of the Moment (1991年、DMP)
- 『リフレクションズ』 - Reflections (1992年、DMP)
- Family Album (1993年、DMP)
- So Real (2001年、DMP)
- Amelia's Song (2003年、DMP)
- 『ロータス・ナイト』 - Lotus Night (2016年、Warner Music) ※with 渡辺香津美、マイク・マイニエリ[6]

### 参加アルバム
ケニー・バレル
- 『ナイト・ソング』 - Night Song (1969年、Verve)

アート・ファーマー
- 『ヤマ』 - Yama (1979年、CTI) ※with ジョー・ヘンダーソン

ティム・ハーディン
- 『ティム・ハーディン3 ライヴ・イン・コンサート』 - Tim Hardin 3 Live in Concert (1968年、Verve Forecast)

オドネル・リーヴィ
- 『シンバ』 - Simba (1974年、Groove Merchant)

マイク・マイニエリ
- 『エレクトリック・チューブ』 - Journey Thru an Electric Tube (1968年、Solid State)
- 『ホワイト・エレファント』 - White Elephant (1972年、Just Sunshine) ※ホワイト・エレファント名義
- 『リマージュ』 - L'Image 2.0 (2009年、L'Image) ※リマージュ名義

パット・マルティーノ
- 『スターブライト』 - Starbright (1976年、Warner Bros.)

ジェリー・マリガン
- 『サムシング・ブルー』 - Something Borrowed - Something Blue (1966年、Limelight)

ジェレミー・スタイグ
- 『ジェレミー&ザ・サテュロス』 - Jeremy & The Satyrs (1968年、Reprise)
- 『ジス・イズ・ジェレミー・スタイグ』 - This Is Jeremy Steig (1969年、Solid State)